# 相崎琴音
相崎 琴音（あいさき ことね、1986年10月8日 – ）は、日本の元AV女優、元ストリッパー。
東京都出身。ツートッププロ（ロータスグループ）所属。愛称は「ことにゃん」

## 略歴
AVデビュー前は、池袋のメイド喫茶で働いており、タレントベースボールチームに所属したこともあった。

## 出演作品

### イメージビデオ
- 極上娘（秘）劇場 陵辱された柔乳（2008年6月6日、竹書房）
- AV（あぶ）ない奴ら（2008年10月17日、エースデュースエンタテインメント）

### アダルトビデオ
2006年
- 現役アイドル ことにゃんデビュー! 相崎琴音 完全版 （10月20日、ミリオン（ケイ・エム・プロデュース））
- 相崎琴音に癒されたい!完全版 （11月17日、ミリオン）
- もしも相崎琴音が僕の彼女だったら・・・完全版 （12月22日、ミリオン）
- million スーパー カウントダウン 2007 完全版 （12月29日、ミリオン）

2007年
- カワイイコスプレ 相崎琴音 （1月19日、ミリオン）
- おかず。 スーパーカウントダウン 2007 完全版 （1月26日、ミリオン）
- イカセチャレンジ 相崎琴音 完全版 （2月23日、ミリオン）
- セル初超デジモ 相崎琴音 （3月16日、レアル・ワークス）
- VERY BEST OF 相崎琴音 完全版 （3月23日、ミリオン）
- 猥褻フェラチオ 相崎琴音 （4月20日、レアル・ワークス）
- ミリオンドリーム2007前編 ミリ商、痴女-1グランプリに出場! （5月3日、ミリオン）※AV OPEN 2007エントリー作品
- レアル 相崎琴音 （5月18日、レアル・ワークス）
- 琴音が奥さんになってあげる （6月22日、レアル・ワークス）
- ミリオンピンクが捕まってあんなことも!こんなことも!4時間 糸矢めい （6月22日、ミリオン）
- 超・超デジモ 相崎琴音 （7月20日、レアル・ワークス）
- 今、糸崎あずみがスゴイ! （7月27日、ミリオン）
- ミリオンドリーム2007 後編 〜意志を継ぐもの〜 （8月17日、ケイ・エム・プロデュース）
- 春咲あずみと相崎琴音のダブルドリーム スペシャル （9月18日、レアル・ワークス）
- ミリオン復活!!萌えコス 相崎琴音 生中出し解禁スペシャル!! 完全版 （10月19日、ケイ・エム・プロデュース）
- オール生中出し 相崎琴音 （11月16日、レアル・ワークス）
- ダブル緊縛令嬢 相崎琴音×加瀬あゆむ （12月17日、レアル・ワークス）

2008年
- 相崎琴音 BEST 4時間 なっ得モザイクで8本番! （2月18日、レアル・ワークス）
- ハイパーミニミニモザイク 相崎琴音(2月25日、kawaii*)
- Wキャスト相崎琴音 大橋未久（3月13日、MOODYZ）
- 真性中出し　相崎琴音（4月13日、MOODYZ）
- Wパイパンハイパーデジタルモザイク 糸矢めい 相崎琴音（5月13日、MOODYZ）
- 極上中出し温泉 君野ゆめ 相崎琴音（7月13日、MOODYZ）
- 女子校生 中出し20連発 スペシャル　（8月7日、アイエナジー）
- EVER RE-TAKE （9月26日、TMA）
- 長門ユウキ　ツンデレ有機アンドロイド 相崎琴音（11月6日、イフリート）
- 膣乳崩壊拷悶制裁 2 （12月2日、プレステージ）

2009年
- 雌女anthology#065 （1月9日、アウダースジャパン）
- 癒らし。VOL.56 （2月6日、アウダースジャパン）
- 涼宮ヒハルの憂鬱　にょろっと240分4キャラ総集編2 （4月4日、イフリート）

## 出演

### TVドラマ
- 特命係長 只野仁 （テレビ朝日、2007年2月9日） - 第26話ゲスト
- 警視庁捜査一課9係 第3シーズン（テレビ朝日、2008年6月4日） -　第8話ゲスト

### テレビドラマ以外
- 新人・糸崎あずみ、脱いじゃいました。（2007年2月3日、エンタ!371）[2]
- エロパラNight（GyaOジョッキー、2007年12月25日）[3]
- エロ生☆パラダイス（GyaOジョッキー、2008年4月15日・2009年1月6日）
- 今夜もハッスル（サンテレビ、2008年7月）「THE・淫タビュー」コーナー
- 桃のふくらみ（MONDO TV）

## トレーディングカード
- ミルキーエンジェルエヴォリューションVol.1（2007年8月11日）【恋小夜・相崎琴音・君野ゆめ】